# Hókirálynő 2.
A Hókirálynő 2. vagy Hókirálynő 2. – A Hókirály (eredeti cím: Снежная королева 2: Перезаморозка) 2014-ben bemutatott egész estés orosz 3D-s számítógépes animációs film, amely Hans Christian Andersen egyik eredeti meséje alapján készült. Az animációs film a Hókirálynő folytatása. A rendezője Aleksey Tsitsilin, a producerei Timur Bekmambetov, Yuri Moskvin, Vladimir Nikolaev és Diana Yurinova, az írói Aleksey Tsitsilin, Vladimir Nikolaev, Roman Nepomnyashchiy és Aleksey Zamyslov, a zeneszerzője Mark Willott. A mozifilm a Wizart Animation készült, a Bazelevs Production forgalmazásában jelent meg. Műfaját tekintve kalandfilm, fantasy film és filmvígjáték.
Amerikában 2014. október 11-én, Oroszországban 2015. január 1-én, Magyarországon 2016. február 18-án mutatták be a mozikban.

## Szereplők
| Szereplők                                                                                   | Orosz hang                 | Angol hang        | Magyar hang       | Megjegyzés |
| ------------------------------------------------------------------------------------------- | -------------------------- | ----------------- | ----------------- | ---------- |
| Orm / Hókirály                                                                              | Ivan Okhlobystin           | Sharlto Copley    | Schnell Ádám      | ?          |
| Arrog                                                                                       | Garik Kharlamov            | Sean Bean         | Bognár Tamás      | ?          |
| Gerda                                                                                       | Nyusha                     | Bella Thorne      | Kántor Kitty      | ?          |
| Kai                                                                                         | Ramilja Iskander           | Miles Hoff        | Timon Barnabás    | ?          |
| Alfida                                                                                      | Valeryia Nikolaeva         | Isabelle Fuhrman  | Csondor Kata      | ?          |
| Róza nagyi                                                                                  | Olga Zubkova               | Candi Milo        | Halász Aranka     | ?          |
| Rahat                                                                                       | Aleksandr Uman             | Patrick Fraley    | Schneider Zoltán  | ?          |
| Maribel hercegnő                                                                            | Anna Khilkevich            | Sara Cravens      | Szilágyi Csenge   | ?          |
| Troll király                                                                                | Fyodor Dobronravov         | Jeff Bennett      | Pálfai Péter      | ?          |
| A bánya igazgatója                                                                          | Mikhail Yuryevich Tikhonov | James Connor      | Faragó András     | ?          |
| Hókirálynő (Irma)                                                                           | Galina Tyunina             | Cindy Robinson    | Bertalan Ágnes    | ?          |
| Luta                                                                                        | Dee Bradley Baker          | Dee Bradley Baker | Dee Bradley Baker | ?          |
| További magyar hangok:                                                                      |                            |                   |                   |            |
| Bácskai János, Harsányi Gábor, Megyeri János, Papucsek Vilmos, Szűcs Péter Pál, Varga Tamás |                            |                   |                   |            |